# 二月提纲
二月提纲全称《五人小组向中央的汇报提纲》，由于其成文时间而得此称谓。该文件是1966年2月中国共产党“文化革命五人小组”召开专门会议后，向中共中央的汇报文件。1966年2月，以北京市長彭真为组长「文化革命五人小組」，發表《關於當前學術討論的彙報提綱》，即《二月提綱》，主張把《海瑞罷官》的問題局限於學術討論範圍，但随后不久，这个提纲就为毛泽东所否定和批判。1966年3月下旬，毛澤東与康生、江青、张春桥等人谈话，要求撤消《二月提綱》，並批判彭真，之後批判浪潮席捲全國。

## 背景
1964年7月，中国共产党中央委员会主席毛泽东提议成立五人小组，负责领导学术批判活动。组长彭真，副组长陆定一，成员有康生、周扬、吴冷西。
1966年2月3日，面对批判《海瑞罢官》事件以来思想理论界的形势，文化革命五人小组由彭真主持召开有许立群、胡绳、姚溱、王力、范若愚、刘仁、郑天翔参加的扩大会议。彭真首先说明：已经查实吴晗与彭德怀、《海瑞罢官》与庐山会议无关系。吴晗的问题是学术问题，学术批判不要过头，要慎重对待。会议讨论了目前学术批判的形势和性质、“放”的方针、学术工作队伍、左派要相互帮助等问题。2月4日，许立群、姚溱根据讨论结果整理成《五人小组向中央的汇报提纲》。2月5日，国家主席刘少奇召集在京的中共中央政治局常委讨论予以通过。2月7日，电告在武汉的毛泽东。2月8日，彭真、陆定一、康生到武汉向毛泽东汇报。毛泽东没有表示赞成或反对的意见。2月11日，彭真在武汉代中央起草了转发该提纲的批语，2月12日晨连同提纲一起电传中央。经在京的政治局常委传阅後，即作为中央文件下发。

## 內容
《二月提纲》虽然是以文化革命小组的名义书写的，但是其立场与三个月后开始的文化大革命有根本性的区别，明确反对将一切矛盾与争议上升为政治因素与阶级斗争等思维方式。昭示文化大革命正式开始的《五一六通知》首先就推翻了《二月提纲》，而参与了起草二月提纲和之前会议的人物如彭真、陆定一等，以及批准了提纲的国家主席、政治局常委刘少奇也因此成为文革最初阶段批斗的核心目标。